# Мамырь
Мамы́рь — посёлок сельского типа в Братском районе Иркутской области. Расположен в 80 км к северо-востоку от Братска, в 18 км севернее автодороги Р419 Тулун — Братск — Усть-Кут — Осетрово. Рядом находится одноимённая железнодорожная станция на линии Братск —Тайшет.
Посёлок входит в Кежемское сельское поселение.

## Топонимика
По мнению Матвея Мельхеева, топоним Мамырь образован от эвенкийского диалектного мамыр, намыр — «болото», «заболоченное место».
По предположению Станислава Гурулёва, название Мамырь произошло от кетского мамыль, мамыр — «молоко» (в переносном значении «белая вода»).

## История
Название посёлка Мамырь происходит от рек Малая Мамырь и Большая Мамырь. Впервые упоминается в 1682 году как Анамырская деревня. По переписи 1723 года в деревне Мамырса Больша было 4 двора, 4 пашенных крестьянина и столько же в Мала Мамырь. В 1910 году население деревни занималось судостроительством: барки, полубарки, паузки, карбазы и лодки. В 1920-х годах село Большая Мамырь стало центром Больше-Мамырской волости.
С началом строительства Братской ГЭС территории по берегам Ангары попали в зону затопления. Перед переселением в Большой Мамыре было 109 дворов, а в Малой Мамыре 117 дворов. На 1 января 1960 года в Мамыре проживало 529 человек (466 заняты вне сельского хозяйства, а 63 — сельским хозяйством).
В 2005 году численность населения Мамыри составляла 638 человек. На 1 января 2010 года — 543 человека, 193 хозяйства.

## Связь
В посёлке представлен лишь один сотовый оператор - Tele2, который с февраля 2020 года начал предоставлять услуги в стандартах 2G/3G/4G

## Инфраструктура
В посёлке находится средняя общеобразовательная школа (с 1963 года). Имеется клуб, библиотека, врачебная амбулатория.

## Известные уроженцы и жители
- Фролов, Михаил Иванович (1921—1995) — советский солдат, участник Великой Отечественной войны, полный кавалер ордена Славы. Родился в деревне Большая Мамырь.